# Castra Regina

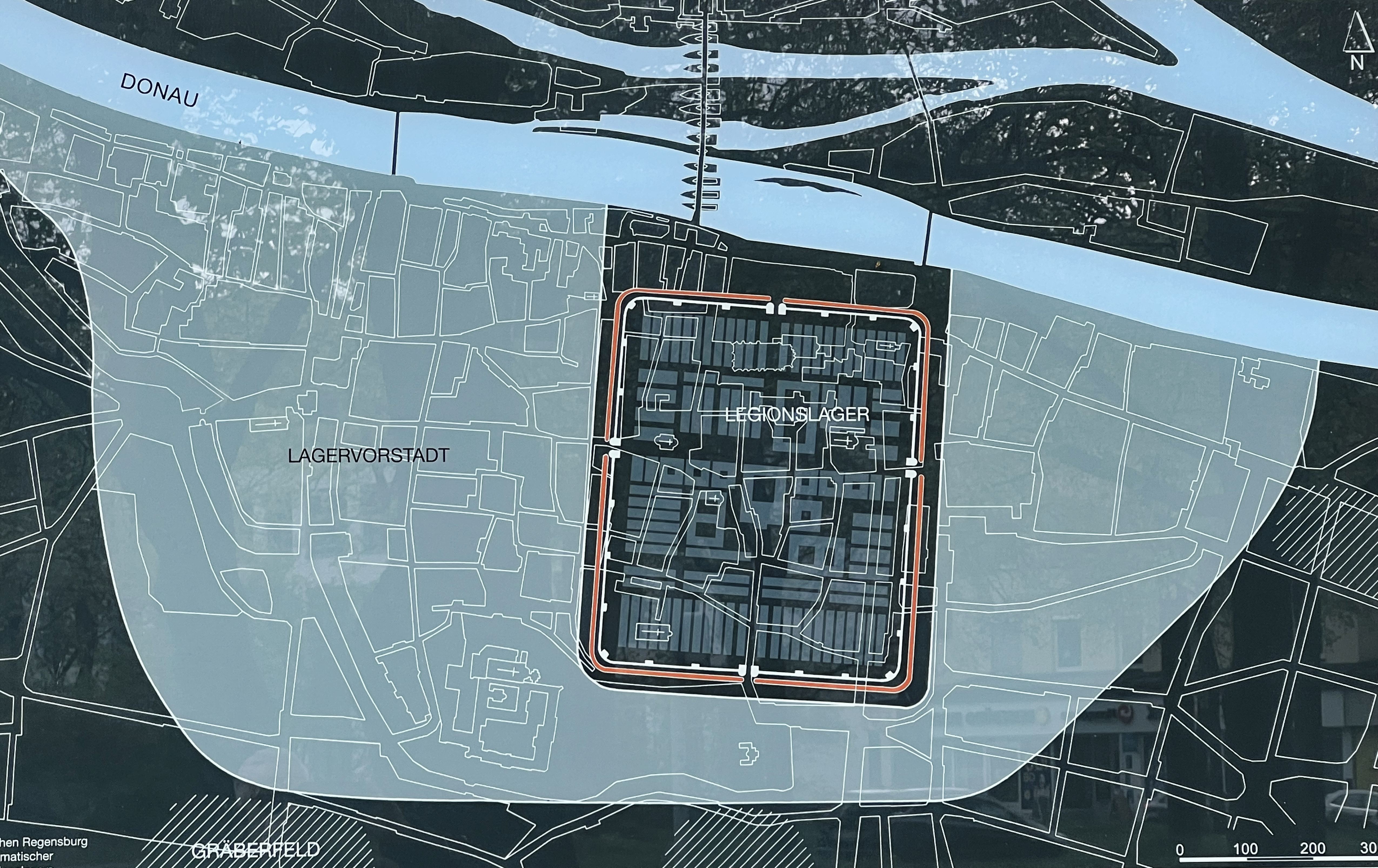
Lageplan Legionslager Castra Regina

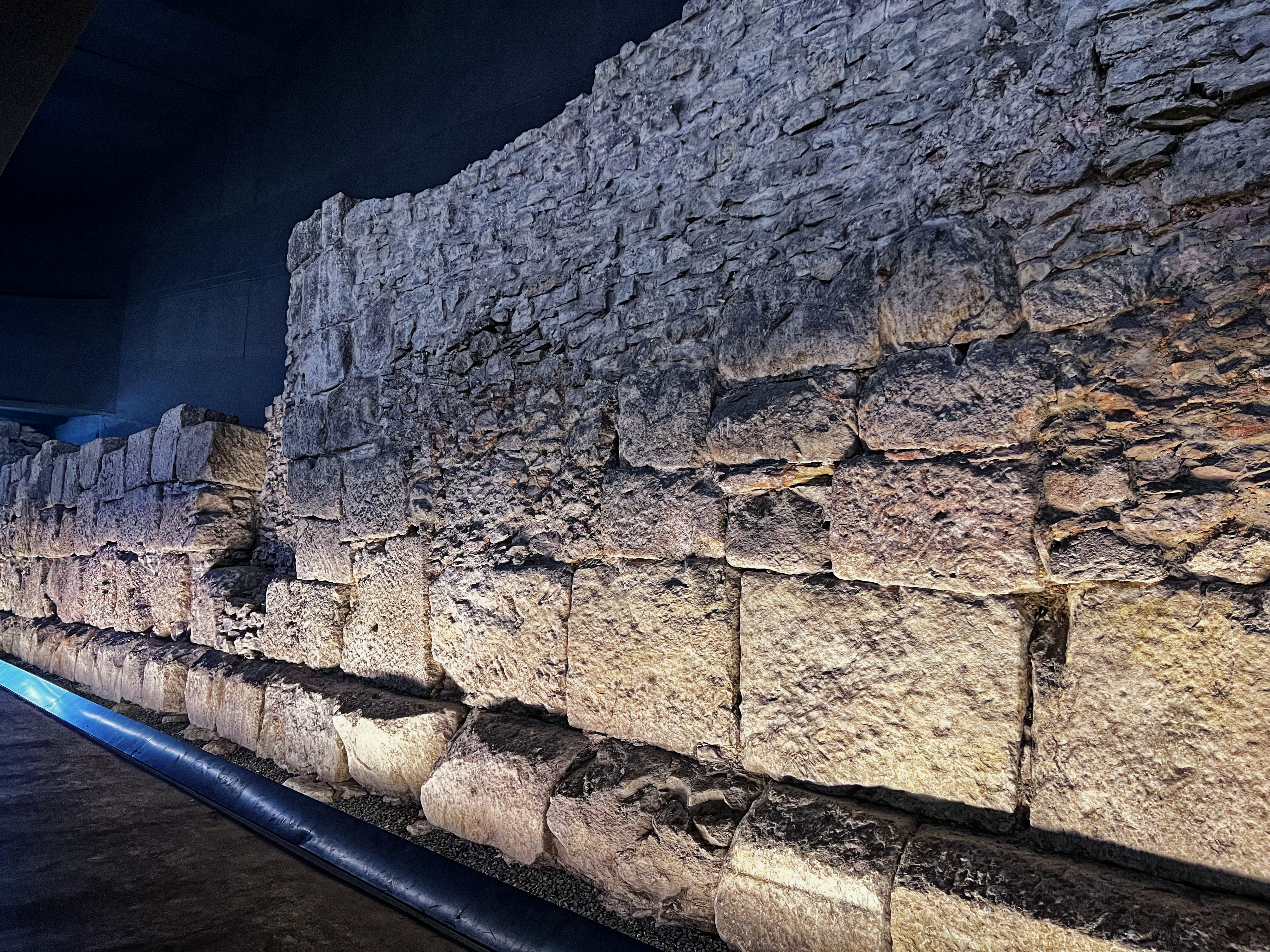
Mauern um Castra Regina

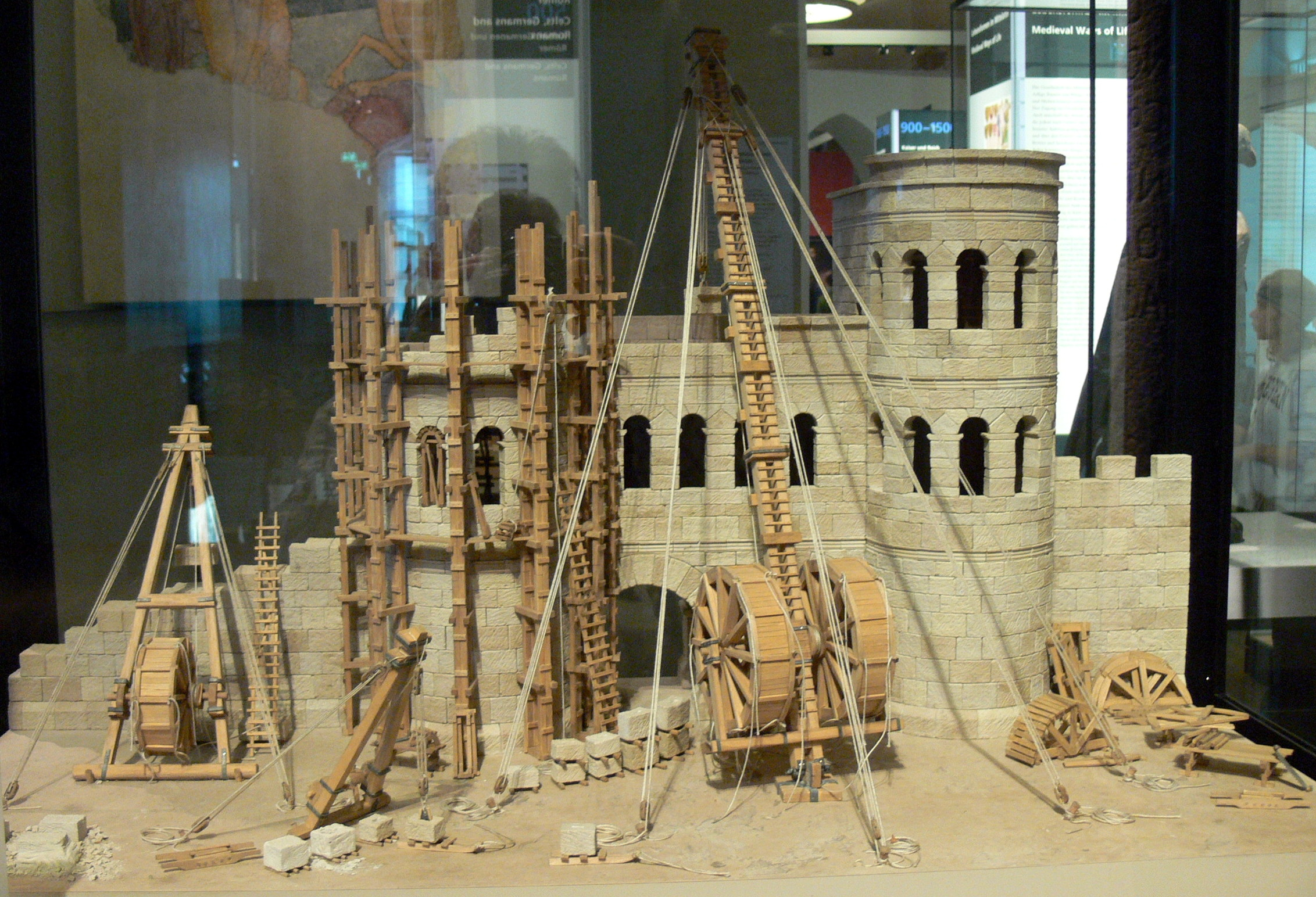
Bau der Porta Praetoria, Modell im Deutschen Historischen Museum (Berlin)

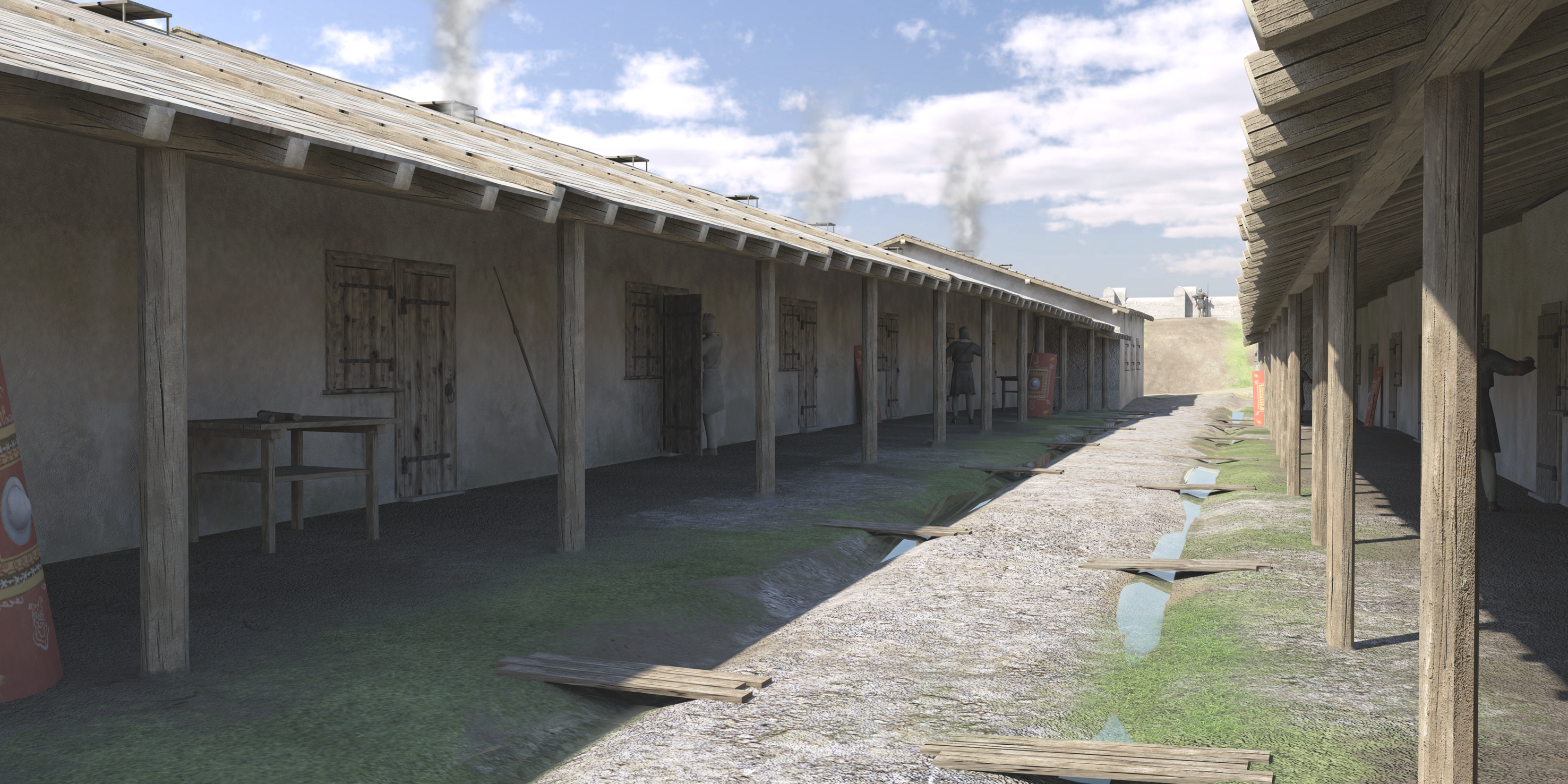
Fotorealistische Nachbildung der Mannschaftsbaracken, 2. Jahrhundert

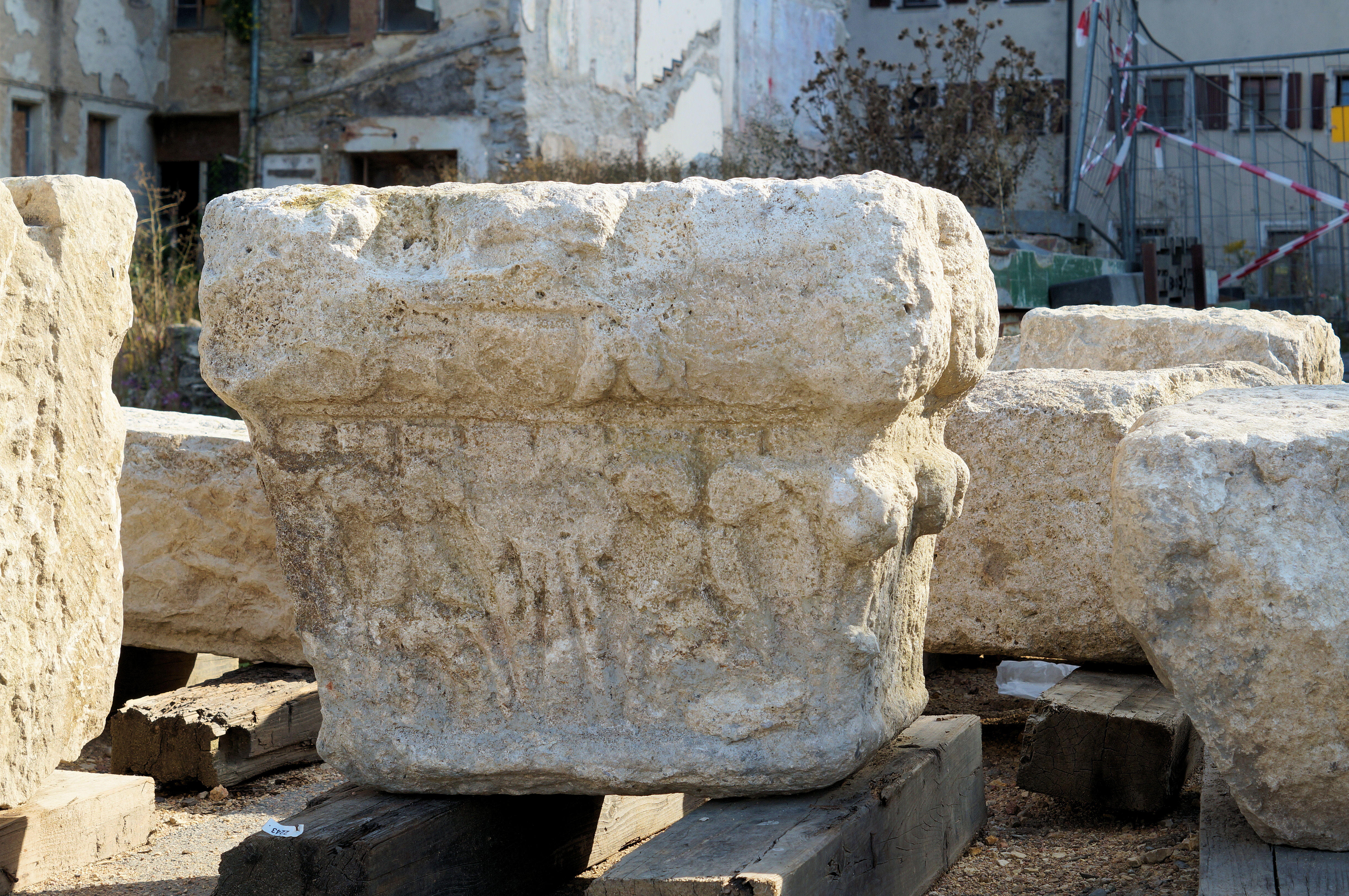
Römisches Komposit-Kapitell, 3. Jahrhundert, Ausgrabung Donaumarkt

Castra Regina war ein römisches Legionslager. Errichtet wurde es für die dritte italische Legion im Jahr 175 als Hauptquartier, wo die obere Donau in ihrem Verlauf den nördlichsten Punkt erreicht. Castra Regina bestand aus dem Legionslager, aus der zugehörigen Zivilstadt, einem großen Friedhof und aus einigen Heiligtümern und Tempelanlagen. Die sichtbaren römischen Baureste des Lagers sowie die mit dem Legionslager zusammenhängenden Bodendenkmäler in Regensburg sind seit 2021 Bestandteil des zum UNESCO-Weltkulturerbe erhobenen Donaulimes.
Nach dem Abzug der Römer wurde das ehemalige Legionslager zum Hauptsitz der bajuwarischen Herzöge aus dem Geschlecht der Agilolfinger. Unter Herzog Arnulf I. entwickelte sich das ehemalige Legionslager ab 900 mit den zugehörigen zivilen Ansiedlungen zu einer erweiterten und durch neue Stadtbefestigungsanlagen geschützten frühmittelalterlichen Stadt, die zur Keimzelle der Stadt Regensburg wurde.

## Name
Für das Lager sind zu verschiedenen Zeiten unterschiedliche Namen überliefert. Zunächst wurde es vermutlich einfach, einem römischen Meilenstein zufolge, legio genannt. Im Itinerarium Antonini (3. Jahrhundert) sowie in der Tabula Peutingeriana (Mitte des 4. Jahrhunderts) wird es als Regino bzw. Reginum bezeichnet. Der Name Castra Regina findet sich erstmals um 400 in der Notitia Dignitatum. Der Name leitet sich ab vom Fluss Regen, der etwa 1 Kilometer nordöstlich entfernt vom Legionslager in die Donau mündet. Regana ist eine keltische Benennung für Gewässer oder Flussläufe. Die Römer haben die keltische Bezeichnung leicht abgewandelt übernommen und nannten den Fluss Reganum und Reganus. Der vor- und nachrömische Name Radaspona findet sich erstmals bei Arbeo von Freising um 770.

## Vorläufer

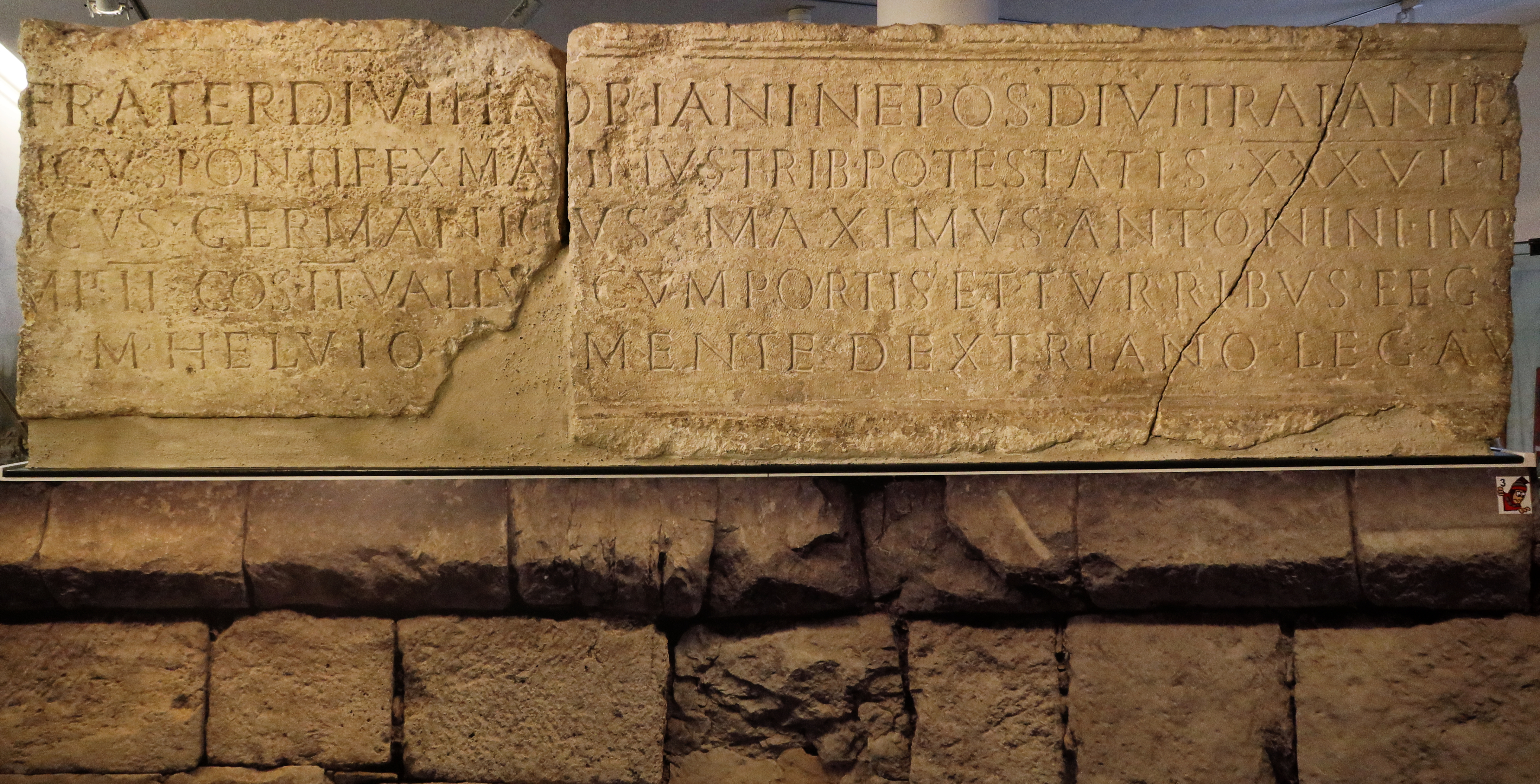
Gründungsinschrift von Castra Regina

Gegen Ende des 1. Jahrhunderts entstand ca. 2 km südlich der Donau, auf einer Erhöhung im heutigen Regensburger Ortsteil Kumpfmühl – heute Standort der Wolfgangskirche – als römisches Militärlager das Kastell Kumpfmühl. Vom Kastell aus konnten die  dort stationierten Hilfstruppen die gesamte Donauniederung im Westen und Süden überblicken. Obwohl dem Kastell keine große militärische Bedeutung zukam, entwickelte sich in direkter Nachbarschaft des Militärlagers eine langgestreckte Zivilsiedlung, die die wichtige Süd-Nord-Straße begleitete, die von Augsburg kommend nach Norden den Hügel hinab über den heutigen Bismarckplatz  zum Ufer der Donau führte. Dort, wo später die Kirche St. Oswald entstand, ist ein ehemaliger Donauübergang zu vermuten und dort in der Ebene an der Donau war schon in den Jahrzehnten vor Gründung des Legionslagers Castra Regina noch eine weitere zivile Ansiedlung mit beachtlichen Ausmaßen entstanden. Sie dehnte sich nicht nur nach Westen hin aus, sondern auch nach Osten bis hin zum heutigen Haidplatz.
Das Kastell Kumpfmühl und beide Zivilsiedlungen wurden beim Einfall plündernder Markomannen um 170 zerstört. Nachdem Kaiser Marc Aurel die militärische Lage an der Donau stabilisiert hatte, entschloss er sich angesichts der veränderten Bedrohungslage, die bislang nur durch Auxiliartruppen kontrollierte Nordgrenze der Provinz Raetia fortan durch die Stationierung einer vollständigen Legion zu sichern und für diese das Legionslager Castra Regina zu erbauen. Nach Abschluss der Bauarbeiten ergab es sich, dass das Areal des heutigen Haidplatzes westlich vor der Westmauer des neu entstandenen Legionslagers lag. In der Folge entwickelte sich dort erneut eine ausgedehnte Zivilsiedlung.

## Legionslager

### Baukonzept und Bauplatz
Das Legionslager wurde ab 175 in Steinbauweise südlich nahe der Donau errichtet, weil die Donau während der Bauzeit als Transportweg für das Baumaterial benötigt wurde. Der gewählte Standort machte es möglich, dass den Germanen am gegenüberliegenden Ufer mit der steinernen Monumentalität des geplanten Lagerbaus die Macht des römischen Reiches direkt vor Augen geführt werden konnte. Im ausgedehnten südlichen Hinterland des geplanten Lagers hatte man eine Kornkammer vor der Haustür, denn dort gab es große Möglichkeiten zum Anbau von Getreide für die Versorgung der im Lager stationierten ca. 6000 Legionäre.
Für das geplante ummauerte, rechteckige Legionslager mit einer Seitenlänge von 540 m und einer Breite von 450 m wurde als Standort ein Gelände gewählt, das im Westen beginnend bei der heutigen Bachgasse und Wahlenstraße westlich vom Neupfarrplatz bis hin zur Ostseite des Dachauplatzes im Osten reichte. Die Platzwahl erfolgte, obwohl das Baugebiet von dem wasserreichen Vitusbach durchflossen wurde und wellig, sumpfig und mit Tümpeln durchsetzt war. Eine schnelle Trockenlegung des Baugeländes war nicht zu erwarten und war im östlichen Vorfeld des geplanten Lagers auch gar nicht erwünscht. Dort behinderte das vorhandene Sumpfgebiet angreifende Feinde, wurde deshalb belassen und zunächst sogar durch das dorthin geleitete Restwasser des Vitusbaches vernässt gehalten (siehe auch Wasserversorgung). Um für den Bau des Lagers einen stabilen Baugrund zu schaffen, musste deshalb das Baugebiet mit einer gut 1 m hohen Kiesschicht aufgeschüttet werden.
Bei der Planung des Ost-West-Straßenverlaufs der Via-Principalis innerhalb des Lagers orientierte man sich am noch vorhandenen, von den Germanen nicht zerstörten Straßennetz westlich außerhalb des geplanten Lagers. Die innerhalb des Lagers geplante Via-Principalis sollte westlich außerhalb des Lagers im rechten Winkel auf die Süd-Nord-Hauptstraße treffen, die von Augsburg über Kumpfmühl kommend, zum Ufer der Donau führte. Daraus lässt sich schließen, dass auch geplant war, dort die von den Germanen zerstörte Zivilsiedlung wieder zu errichten.

### Wasserversorgung
Der Bach, der den Bauplatz des Lagers vernässte war der Vitusbach, der noch heute unterirdisch verrohrt im westlichen Standortbereich des ehemaligen Legionslagers verläuft. Im Verlauf des Lagerbaus entschlossen sich die Baumeister, den vom gut 500 m südöstlich entfernt liegenden Dorf Kumpfmühl heranfließenden Vitusbach für die Versorgung des Legionslagers mit Brauchwasser zu nutzen. Der Vitusbach verlief aber zwischen Kumpfmühl und dem Baugebiet in einer ca. 50 m breiten und 2 m tiefen West-Ost-Bodensenke, in der heute die Bahngleise verlaufen. Der wasserreiche Bach trat häufig über seine Ufer und vernässte nicht nur das als Standort des Legionslagers erwählte Areal, sondern auch die östlich und westlich an das geplante Lager angrenzenden Gebiete. Während man die Vernässung vor der Ostmauer des Lagers zur Abwehr von Feinden bestehen ließ und durch Manipulationen am Verlauf des Vitusbachs förderte, mussten die Vernässungen im Westen auf Dauer vermindert werden, damit sich westlich der Westmauer des Lagers zukünftig Zivilsiedlungen entwickeln konnten.
Durch folgende Wasserbaumaßnahmen konnten die Planungen verwirklicht werden: Um mit dem Vitusbach eine gute Brauchwasserversorgung für das Legionslager zu ermöglichen, musste ein großer Teil seines Wassers mit Hilfe eines Dammes, der in Kumpfmühl erhöht begann, über die Ost-West-Bodensenke geleitet werden, um dann an der Südwestecke des Legionslagers (heute: St.-Peters-Weg südliches Ende der Oberen Bachgasse/An der Hülling) in das Legionslager hineinfließen zu können. Den römischen Baumeistern als versierten Konstrukteuren von Wasserleitungen gelangen die erforderlichen Dammbaumaßnahmen für die Brauchwasserleitung. Mit den Baumaßnahmen wurde nicht nur die wichtige Brauchwasserversorgung des Lagers gesichert, sondern auch dem Vitusbach dauerhaft ein Großteil seines Wassers entzogen, das dann, nach Gebrauch im Legionslager verschmutzt, über zwei Abflussrohre direkt in die Donau geleitet wurde. Dadurch ergab sich auf Dauer eine langsame Trockenlegung der sumpfigen Gebiete westlich des Lagers.

### Mauern, Türme und Tore

#### Mauern
Durch das im Historischen Museum der Stadt Regensburg ausgestellte Fragment einer Bauinschrift ist bekannt, dass die Umwehrung des Lagers mit Mauer, Türmen und Toren im Jahr 179 weitgehend fertiggestellt war und das Lager bezogen wurde. Während der Bauzeit kam es in Raetien  zu keinen kriegerischen Auseinandersetzungen.
Das Lagerareal wurde im üblichen Rechteckschema mit abgerundeten Ecken erbaut und umfasste ca. 540 × 450 Meter, was 360 zu 300 römischen passus (Doppelschritten) entspricht. Damit bedeckte das Lager insgesamt eine Fläche von ca. 24,5 Hektar. Der absehbare Bauaufwand war enorm hoch und der Steinbedarf wurde abgeschätzt auf 30.000 Kubikmeter Quadersteine allein für das aufgehende Mauerwerk, d. h. für das oberhalb der Fundamente sichtbare Quadermauerwerk. Die auf diesen Grundlagen beruhenden früheren ersten Berechnungen der Bauzeit des Legionslagers mit Quadern ergaben eine hohe Bauzeit von 30 Jahren, was aber aus historischen Gründen für unmöglich gehalten wurde.
Deshalb kam man zunächst zur Auffassung, dass die Mauern des Lagers nicht aus Quadern, sondern mit weniger Zeitaufwand aus Bruchsteinen gemauert wurden. Diese Auffassung erwies sich aber als unhaltbar, beim stilistischen Vergleich mit der aus Quadern erbauten, auf 190 zu datierenden Porta Nigra. Auch weitere archäologische Grabungsbefunde sprachen gegen die Verwendung von Bruchsteinen.
Die nicht kompatiblen Ergebnisse von berechneter Bauzeit und vorgefundener Bausituation mit Quadern beruhen darauf, dass die Berechnung der Bauzeit schon im Ansatz falsch war, weil sie darauf beruhte, dass nur der nah benachbarte Steinbruch Kapfelberg bei Kelheim mit seinem Kalk- und Grünsandstein genutzt wurde. Tatsächlich wurde aber die Anzahl der den Römern zur Verfügung stehenden Steinbrüche unterschätzt. Die römische Legion in Regensburg könnte entlang der Donau von Eining bis Prüfening eine Vielzahl von Steinbrüchen mit geeigneten Kalksteinen, darunter auch den Kelheimer Kalkstein, ausgebeutet haben. Hinzu kommt, dass es nahezu unmöglich ist, folgende Parameter zu bestimmen:
- die Ergiebigkeit der Steinbrüche
- die Arbeitsleistungen bei der Ausbeutung der Steinbrüche zur Gewinnung der Rohblöcke
- den Transport  und die Bearbeitung der Rohblöcke an Ort und Stelle
- den Transport der bis zu 10 Tonnen schweren Rohquader zunächst auf Karren, dann in Schiffen auf der Donau bis zum Anlegeplatz bei der Baustelle Legionslager am nördlichen Ende der heutigen Straße Weißgerbergraben. Dort hat man bei der Erbauung des Eisernen Steges einige Steinquader am Grund der Donau gefunden.[9]
- die Ausformung der Rohquader zur endgültigen Form

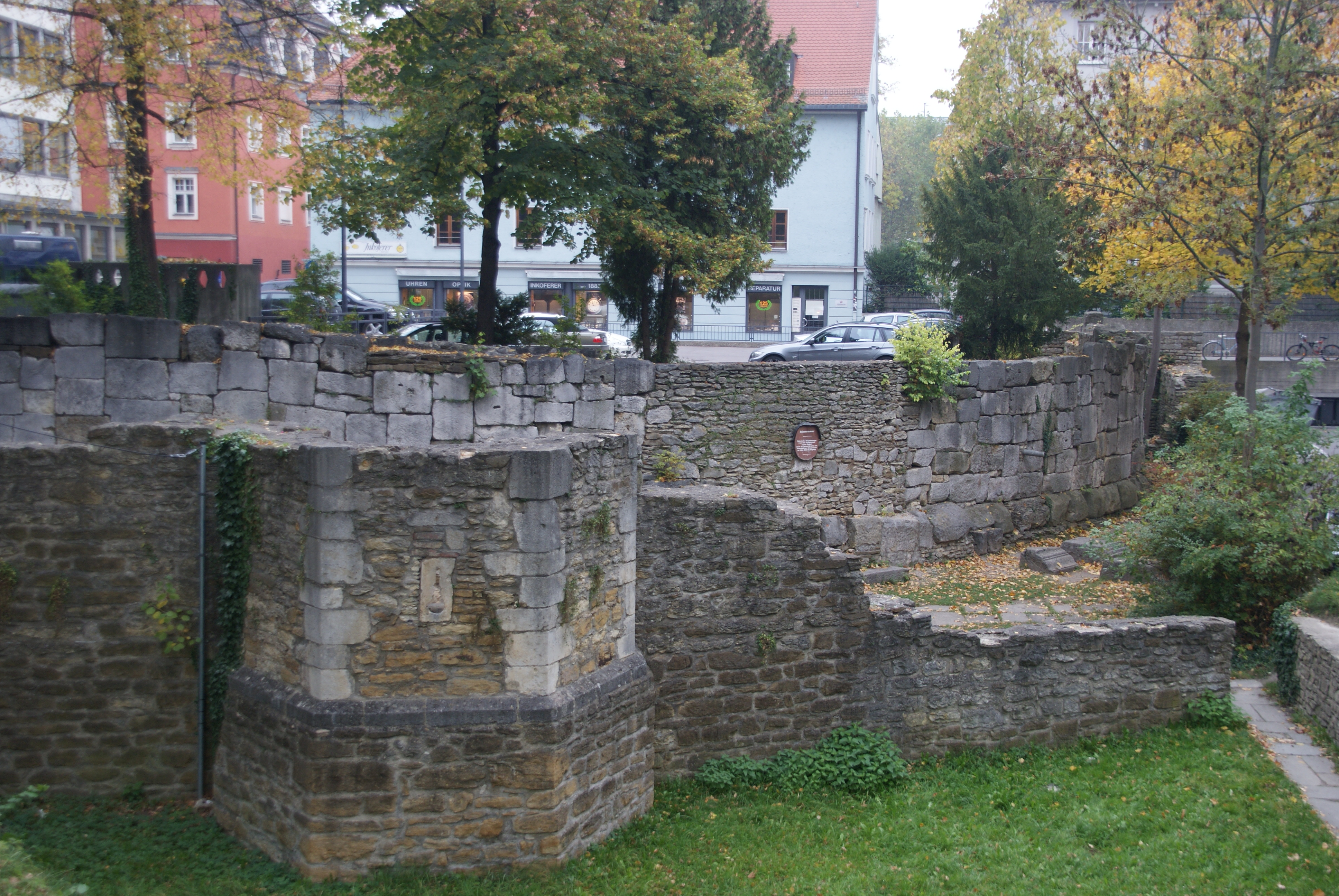
Südöstliche Eckrundung der römischen Befestigungsmauer des Legionslagers. Vorgelagert: mittelalterliche Zwingermauer

Endgültig bestätigt wurde die lange für unmöglich gehaltene Verwendung von Quadersteinen schon für die älteste Mauer des Lagers durch die Ergebnisse von Grabungen an der südöstlichen Eckrundung des Legionslagers, die nach dem Zweiten Weltkrieg bei Neubaumaßnahmen nördlich vom Hauptbahnhof am Ernst-Reuter-Platz zufällig entdeckt worden war. Die aufgefundenen Mauerreste sollten damals zunächst überbaut werden, was aber durch den Einsatz der Öffentlichkeit verhindert werden konnte. Das wichtigste Ergebnis der dann folgenden Grabungen war die Erkenntnis, dass schon die älteste Mauer des Legionslagers aus Quadern errichtet worden war. Die Quadermauer zeigte aber auch erhebliche Zerstörungen und hatte durch die Römer später Umbauten und zahlreiche sehr nachlässige Reparaturen erfahren, wie beispielsweise nach dem Alamanneneinfall um 280.

#### Türme

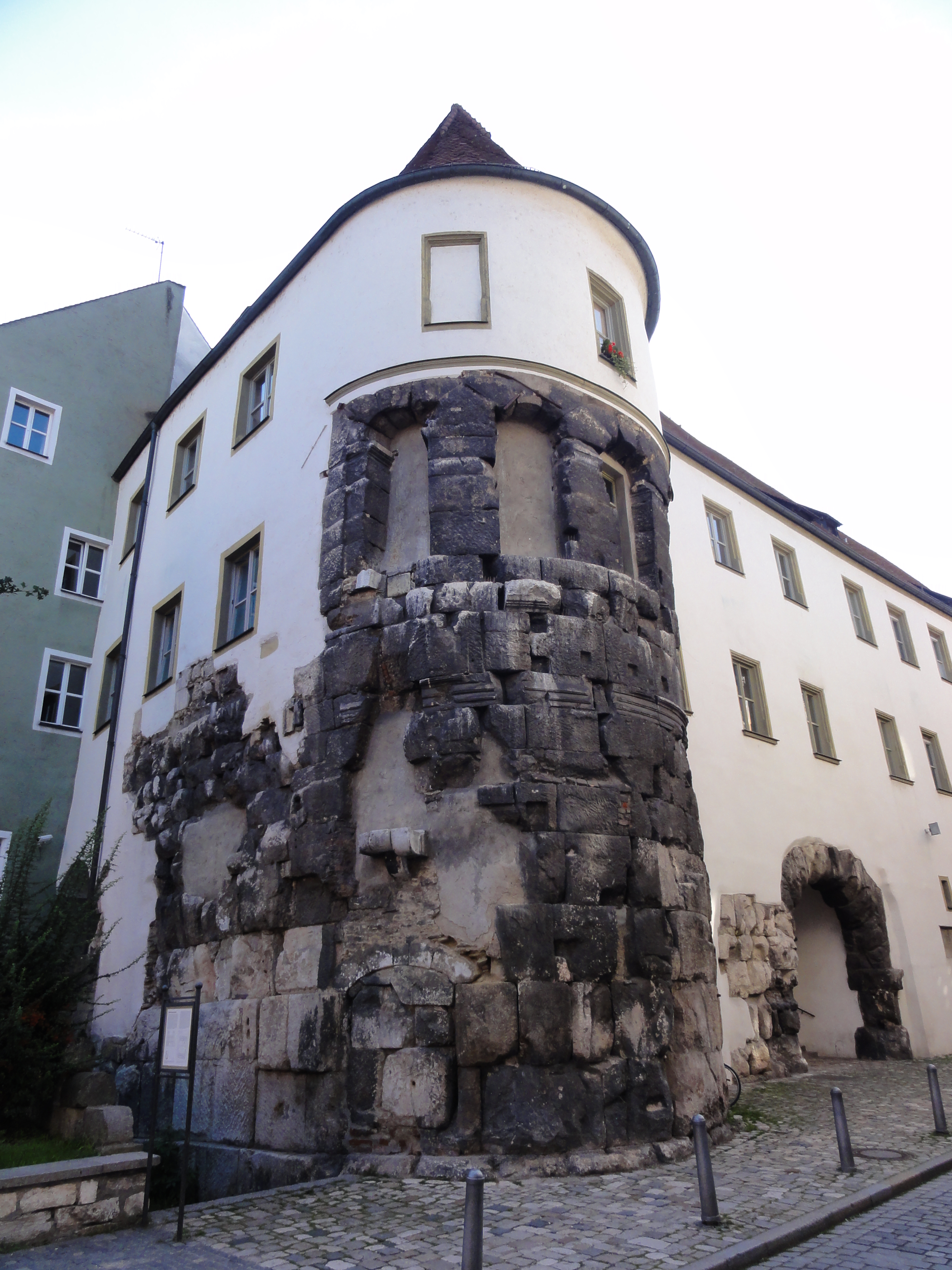
porta praetoria Reste des Nordtores, erhalten in der weiß gekalkten Mauer des heutigen Bischofshofs

Wie gegen Ende der Prinzipatsepoche zu erwarten war, wurden bei der Anlage des Lagers neben militärisch erforderlichen defensiven Vorkehrungen auch zivile Bedürfnisse der Legionäre berücksichtigt. Demnach handelte es sich bei dem Legionslager nicht um eine Festung, sondern um eine befestigte, möglichst gut zu verteidigende und schwer zu erobernde Kaserne. Vor der mit Zinnen ungefähr 8 m bis 10 m hohen Mauer wurde ein Spitzgraben angelegt, der sechs bis sieben Meter breit und ca. zweieinhalb bis drei Meter tief war. Mit dem Erdaushub, dem sogenannten Agger, wurde die Mauer hinterfüllt und mit Rasenpolstern befestigt. Neben den 8 Tortürmen der vier Toranlagen gab es 4 quadratische Ecktürme der rechteckigen Wehrmauer, die aus der Mauer herausragten und eine Seitenlänge von 8 m hatten. Außerdem gab es 18 quadratische Mauertürme mit gleichen Abmessungen, die aber an die Innenwand der Mauern angebaut waren. Die insgesamt 30 Mauertürme waren mit einer Höhe von 11 m weithin sichtbar und beeindruckten noch lange nach dem Abzug der Römer viele Besucher.

#### Tore
Das Legionslager hatte, wie im 1./2. Jahrhundert üblich, vier Tore, jeweils mit davor liegenden Grabenbrücken:
- Das Nordtor an der Donau, die Porta Praetoria , die 1650 total verbaut und erst 1885 wiederentdeckt wurde, ist teilweise erhalten und in der Straße Unter den Schwibbögen zu besichtigen.[12]
- Das Westliche Tor, die Porta Sinistra, wurde nach 920 zusammen mit der Westmauer des Legionslagers abgebrochen. Das geschah im Verlauf der ersten Stadterweiterung nach Westen, Süden und  Norden, die mit dem Bau der Arnulfinischen Stadtmauer abgeschlossen wurde.[Anm. 3] (siehe auch: Reste der Mauer des Legionslagers)

- Das südliche Tor, die Porta decumana, am südlichen Ende der heutigen Fröhliche-Türken-Straße, wurde im Laufe des Mittelalters zum sogenannten St.-Paul-Burgtor verändert und umbenannt. Dieses Tor verschwand endgültig nach 1320, als an diesem Standort die Arnulfinische Stadtmauer zur mittelalterlichen Stadtmauer mit Zwinger, Zwingermauer und Graben ausgebaut wurde. Der Ausbau machte eine völlig neue mittelalterliche Toranlage erforderlich. Dieses Tor wurde zunächst Weih St. Peters Tor, später nur noch Peterstor genannt und war im Mittelalter der Hauptzugang zur Stadt. Das Tor wurde 1809 im Verlauf der Schlacht bei Regensburg völlig zerstört und abgebrochen.

- Das östliche Tor, die Porta Principalis Dextra behielt zwar die Funktion als Stadttor, wurde aber im Laufe des Mittelalters zum sogenannten Schwarzen Burgtor verändert. Auch dieses Tor wurde 1809 bei der Beschießung der südöstlichen Stadtteile Regensburgs durch napoleonische Truppen in der Schlacht bei Regensburg stark beschädigt und 1812 abgebrochen.

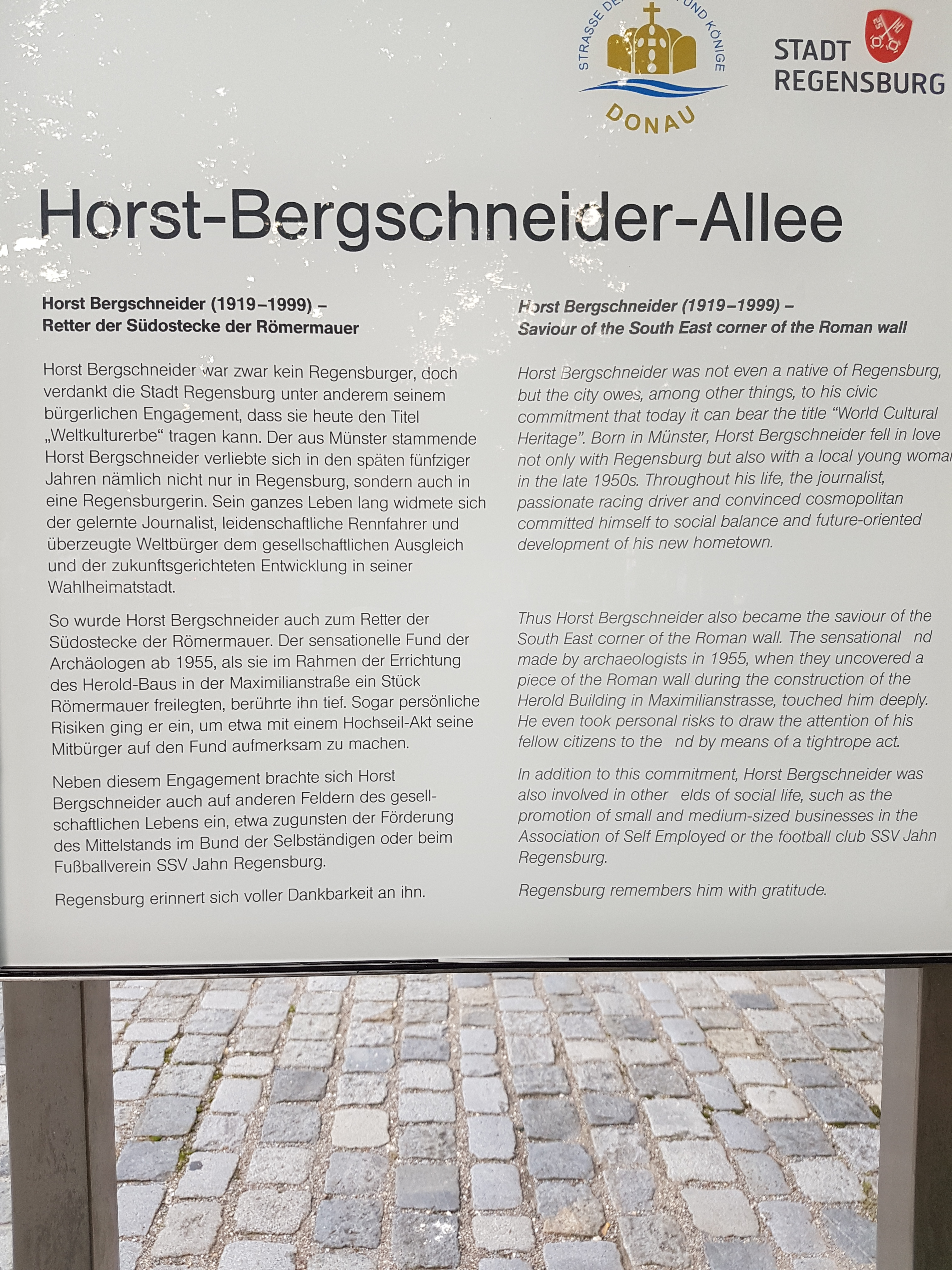
Tafel zur Erinnerung an den Retter der Römermauer

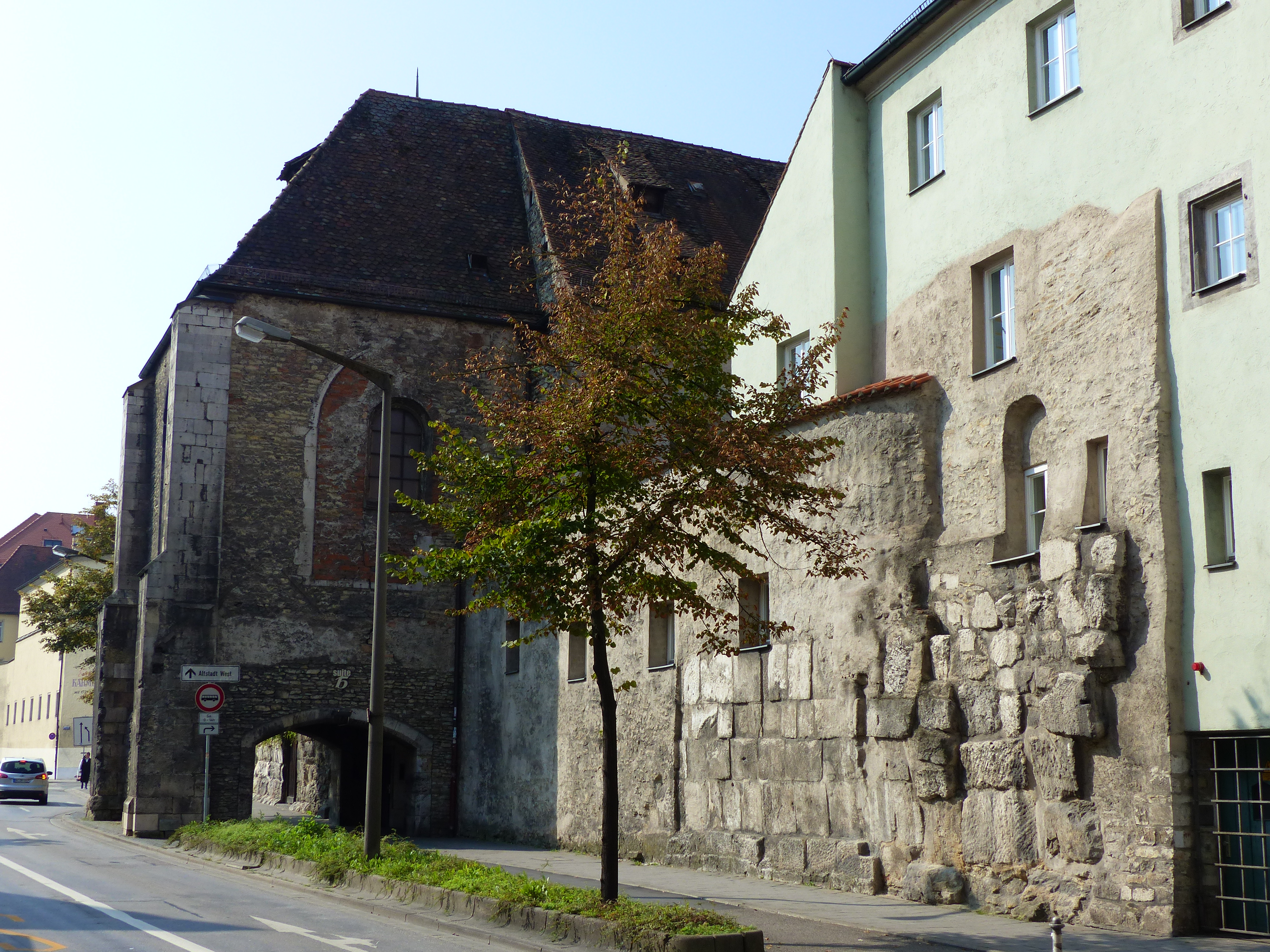
Reste der östlichen Mauer des Legionslagers

#### Erhaltene Mauerreste
Erhalten und im Verlauf eines ausgeschilderten Weges zu erkennen sind Mauerreste der Umfassungsmauern des Lagers, die an unterschiedlichen Orten in der Altstadt bei Bau- oder Abbrucharbeiten nach Ende des Zweiten Weltkrieges entdeckt und dann erhalten wurden. Die Erhaltung ist Zufällen zu verdanken, denn ein Bayerisches Denkmalschutzgesetz gab es erst nach 1973. Es gab auch den Einsatz von engagierten Privatpersonen, wie z. B. des aus Münster stammenden Motorsportlers und Versicherungskaufmanns Horst Bergschneider, der sich nach 1955 in öffentlich wirksamen Aktionen für Wertschätzung und Erhalt sichtbarer Reste der Römermauer eingesetzt hat.  (siehe auch Erhaltene Reste von Stadtbefestigungsanlagen).

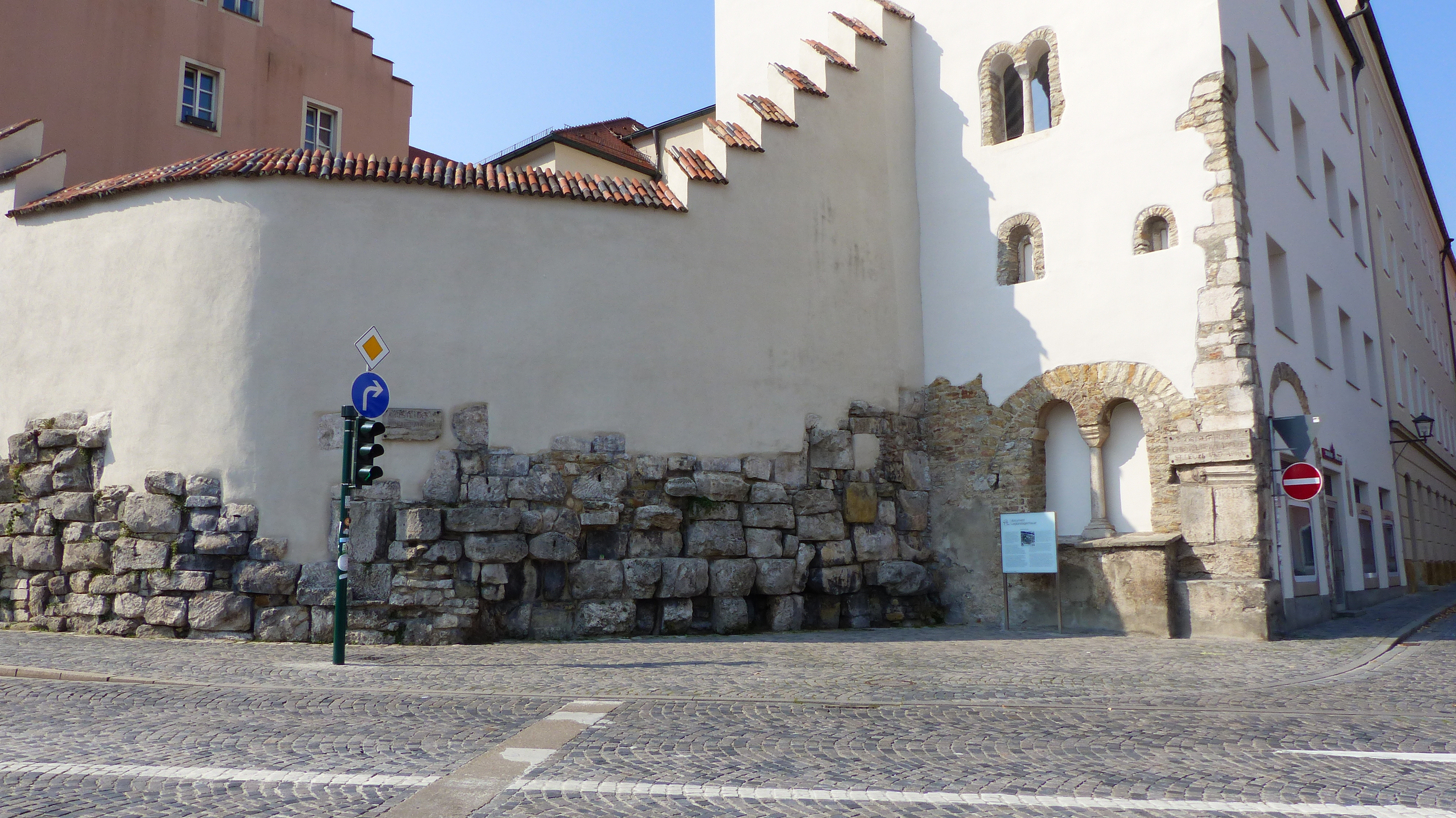
Rundung der nordöstlichen Ecke der Mauer des Legionslagers am
St.-Georgen-Platz

Der ausgeschilderte Weg führt von der erhaltenen Südostecke der Lagermauer – nahe dem Ernst-Reuter-Platz (nördlich vor dem Hauptbahnhof) nach Norden zur Rundung der Nordostecke des Lagers am St.-Georgen-Platz.
Auf dem Weg passiert man einen mit 60 m ungewöhnlich langen Abschnitt der Mauer, der sich unterhalb des Straßenniveaus am Dachauplatz in einem 10 m breiten Raum komplett erhalten hat. Raum und Mauer wurden 1972 vollständig ausgegraben und sind heute dort zugänglich. Dieser Raum hat sich deshalb mit dem großen Mauerabschnitt erhalten, weil dort zur Römerzeit eine Schmiede (fabrica) untergebracht war. Aus Gründen der Sicherheit (Funkenflug) und wegen Belästigung der Bewohner durch Rauch und Lärm wurde ein solcher Betrieb möglichst dicht an die Innenseite der östlichen Lagermauer angebaut. Dort war der durch Holzpfosten dreischiffig aufgegeteilte Raum von einem Erdwall umschlossen, der die Lagermauer von innen stützte. Zusätzlich bekam der Raum auch im Westen eine 1,31 m breite gemauerte Rückfront, die später noch verstärkt wurde, nachdem die Halle zu einem Firstbau mit Ziegeldach umgebaut worden war. Beim Einfall der Alamannen am Ende des 3. Jahrhunderts brannte das Gebäude ab und die Westwand stürzte ein.
Am Ende dieses Mauerabschnitts war der Standort des ehemaligen Osttores des Legionslagers, der Porta Principalis Dextra. Dieses Tor erhob sich über der Einmündung der heutigen Drei-Kronen-Gasse in den Dachauplatz, gegenüber der um 1270 errichteten Minoritenkirche. Das Osttor des Römerlagers wurde im Mittelalter im Zuge des Baus der Arnulfinischen Mauer zum sogenannten Schwarzen Burgtor umgebaut. Dieses Tor wurde 1809 im Verlauf der Schlacht bei Regensburg durch napoleonische Truppen beschossen, schwer beschädigt und 1812 abgerissen. Der Standort des ehemaligen Osttores ist deshalb interessant, weil man dort 1873 bei Ausschachtungsarbeiten für den Neubau der Karmelitenbrauerei, die zum bereits bestehenden Hotel Karmeliten gehörte, auf die Fundamente des Osttores stieß. Dort fand man römische Quader und auch das 3 m lange und 3 t schwere Bruchstück der berühmt gewordenen Bauinschrift des römischen Legionslagers. Das Bruchstück war insgesamt über 8 m lang und wird heute im Historischen Museum aufbewahrt und gezeigt.
Die Erhaltung des Fundes erwies sich als schwierig, weil der Grundstückseigentümer und Bauherr auf seinem Recht bestand, die aufgefundenen römischen Quader als Haustein und Baumaterial zu nutzen. Er verlangte Entschädigungszahlungen und deshalb konnten durch Spenden nur einige der Quader gerettet werden. Das unmittelbar anschließende Gelände konnte dann nicht mehr geschützt werden. Die im Jahr 2012 erneut möglich gewordenen Grabungen zeigten, dass damals von insgesamt 2000 m² Baugrube nur 245 m² unversehrt geblieben waren. In diesem Bereich wurde das römische Bronzepferdchen entdeckt.

### Lagerinneres
Die Innenbebauung von Castra Regina konnte nicht so umfassend aufgeklärt werden wie die äußeren Verteidigungsanlagen, weil nach dem Abzug der Römer die verlassenen Gebäude von den Nachbewohnern als Steinbrüche für die nachfolgende mittelalterliche Bebauung genutzt wurden. Heute ergeben allein die Trümmer dieser mittelalterlichen Bebauung eine Schuttschicht von 3–5 m und dichte neuere Bebauungen lassen keine großflächigen Grabungsuntersuchungen zu. Allein auf dem Areal des im 12. Jahrhundert erbauten Niedermünsterstifts bot sich 1964/1968 die Gelegenheit zu einer großflächigen Grabung im Nordostbereich des ehemaligen Legionslagers, als unter der Niedermünsterkirche eine Fußbodenheizung eingebaut werden sollte. Die Grabung auf 5 m Mächtigkeit ergab viele Erkenntnisse über Bau, Beschaffenheit und Nutzung der zunächst aus Holz und später aus Bruchsteinen errichteten Baracken der Mannschaftsunterkünfte. Auch Erkenntnisse über die Nutzung des Areals nach dem Abzug der Römer wurden gewonnen und werden Besuchern präsentiert im document niedermünster
Von der Porta Principalis Dextra im Osten verlief von Ost nach West die Via Principalis etwa auf Höhe der heutigen Drei Kronen-Gasse über den Alten Kornmarkt und die Gasse Am Frauenbergl hin zum westlichen Ende des Neupfarrplatzes, dem Standort des westlichen Tores, der Porta Principalis Sinistra. Von dort verläuft die Gesandtenstraße weiter nach Westen, während die Verläufe der Oberen und der Unteren Bachgasse nach Norden bzw. nach Süden den ehemaligen Verlauf der Westmauer des Legionslagers vor Augen führen. Sowohl das westliche Tor als auch die westliche Mauer des Legionslagers wurden zwischen 917 und 919 unter Herzog Arnulf abgerissen. Sein Ziel war es, die Stadt nach Westen hin zu erweitern und das im Südwesten neu entstandene Kloster Sankt Emmeram in den Schutz der weiter westlich verlaufenden neuen Arnulfinischen Stadtmauer einzubeziehen. Nach Norden hin sollte die neue Stadtmauer bis zum Ufer der Donau verlaufen. Deshalb wurde auch die Ostmauer des Legionslagers bis zum Ufer der Donau verlängert und dort mit dem Hallertor auch ein neuer Zugang zur Stadt geschaffen.
Die Nord-Süd-Verbindung durch das Lager verlief von der Porta Prätoria (im Mittelalter Wassertor genannt) über die Via Praetoria (auf Höhe des Domplatzes) und weiter über die Via Decumana (auf Höhe der heutigen Fröhliche Türkenstraße) bis zur südlichen Porta decumana, die im Mittelalter Weih St. Peters Tor und heute Peterstor genannt wird.
Auch innerhalb des Legionslagers konnten bei Ausgrabungen im heutigen Altstadtgebiet von Regensburg verschiedene Bauten nachgewiesen werden. Als besonders interessant erwiesen sich Grabungen am Standort des ehemaligen Osttores des Kastells, wo man bereits 1873 beim Neubau der Karmelitenbrauerei zufällig die 5 m lange Steintafel mit der Gründungsinschrift des römischen Legionslagers entdeckte, auf der als Jahr der Gründung des Lagers 179 n. Chr. angegeben ist. Da damals die Grabungen wegen Widerstand des Bauherren abgebrochen werden mussten, kam es erst viel später 2012/13 anlässlich des Abrisses vom Hotel Karmeliten zu Folgegrabungen an diesem Ort. Dabei zeigte sich, dass damals nach dem Abbruch der ersten Grabungen das restliche potentielle Grabungsgelände nicht geschont, sondern großräumig zerstört worden war. Trotzdem gab es noch interessante Funde, wie z. B. ein gut erhaltenes Bronzepferdchen, als Hinweis darauf, dass in diesem Bereich des Lagers wohlhabendere Offiziere des römischen Militärs ihre Unterkünfte hatten.
Der Großteil des Lagerareals wurde zweifellos für die Mannschaftsbaracken benötigt, die Platz für jeweils 100 Mann boten. Eine Legion umfasste im 2. Jahrhundert ungefähr 6000 Soldaten; von dieser Gesamtzahl ist auch für Castra Regina formal auszugehen. Da jedoch die 3. italische Legion lange Zeit nicht diese Sollstärke erreichte und auch immer wieder zahlreiche Vexillationen abordnete, stellen sich Fragen nach dem faktischen Ausbauzustand des Lagers. Am Kopfende der Baracken befanden sich die Unterkünfte der Zenturionen. Im Zentrum des Lagers wurden Reste verschiedener für die Infrastruktur wichtiger Gebäude aufgefunden. Es gab mindestens zwei Badeanlagen, ein Praetorium und Werkhallen (fabricae), die in diesem Fall auch mit einfachen Wandmalereien dekoriert waren.

## Kämpfe um das Lager
Bei den archäologischen Untersuchungen konnten mehrere Zerstörungshorizonte nachgewiesen werden. Das erste Mal wurde das Lager wohl bei einem Germaneneinfall um 278 niedergebrannt, ein zweiter Zerstörungshorizont kann anhand von Münzfunden auf ca. 288 datiert werden. Aber schon kurz danach scheint das Lager wieder aufgebaut worden zu sein, wobei die Zivilstadt außerhalb des Lagers größtenteils aufgegeben werden musste und deren Bewohner nun innerhalb der Lagermauern untergebracht wurden.
Um 357 wurde das Lager ein drittes Mal, diesmal wohl von plündernden Juthungen, niedergebrannt. Das neue Kastell war nun deutlich kleiner als die Vorgänger, was vor allem dem Umstand geschuldet sein dürfte, dass Legionen in dieser Zeit nur noch etwa 1000 Mann umfassten. Die Aktivitäten konzentrierten sich von nun an fast vollkommen auf die Nordostecke des bisherigen Lagerareals. Es ist nicht bekannt, in welcher Stärke fortan Truppen vor Ort verblieben, denn die Legion selbst wurde immer weiter aufgesplittert und verkleinert. Die Notitia Dignitatum, die für Westrom zuletzt um 420 aktualisiert wurde, listet für die legio III Italica insgesamt fünf verschiedene Standorte auf (Not. Dig. Occ. 35), darunter auch eine Einheit in Castra Regina, allerdings mit dem Zusatz „nunc Vallato“, also derzeit in Vallato (Manching oder Weltenburg). Die letzten regulären Soldaten wurden vermutlich im späteren fünften Jahrhundert abgezogen.

## Zivilstadt
Westlich des Lagers wurde eine Zivilsiedlung (canabae bzw. vicus) errichtet, die fast so groß wie das Lager war und schon alleine deshalb sicherlich einen städtischen Charakter hatte. Verschiedene Grabungen erbrachten Wohnbauten, doch ist das allgemeine Aussehen der Stadt unklar. Beim heutigen Arnulfsplatz konnte ein großes römisches Wohnviertel angegraben werden. Es fanden sich Räume mit Hypokausten, ein Garten in einem Innenhof und ein Bad. Die beim Bau verwendeten Ziegel stammen von der in Regensburg stationierten Legion, so dass vermutet wurde, dass das Gebäude die Stadtvilla eines Offiziers darstellt. Am heutigen Bismarckplatz konnten weitere Wohnbauten identifiziert werden. Es fanden sich Reste von Werkstätten, und die dortige Straße scheint mit einem Porticus versehen gewesen zu sein. Die Stadt blühte offenbar vor allem in der ersten Hälfte des dritten Jahrhunderts. Unter den Germaneneinfällen von ca. 250 an scheint der Ort stark gelitten zu haben, es gibt jedoch Anzeichen, dass dort auch noch im 4. Jahrhundert gebaut wurde.

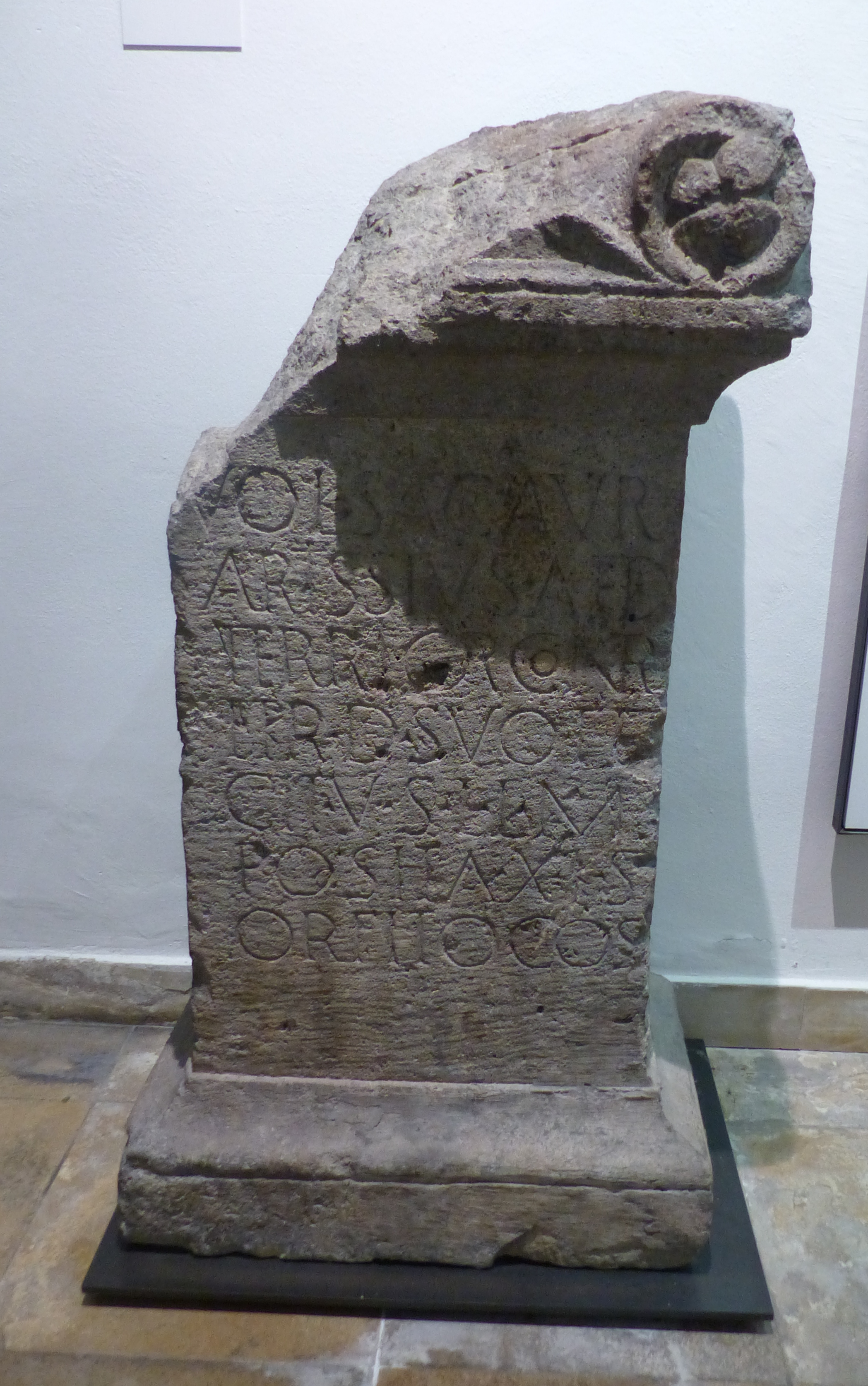
Weihestein des Aedils Artissius, Historisches Museum Regensburg

Der einstige Rechtsstatus der Zivilstadt ist unbekannt. Auf einem Weihestein wird ein Aedil namens „Aurelius Artissius“ genannt. Ein Aedil ist ein Beamter einer Stadtverwaltung. Dies mag darauf hindeuten, dass der Ort als municipium das Recht zur Selbstverwaltung hatte. Doch ist bislang nur dieser eine Aedil bekannt, so dass die Interpretation der Inschrift unsicher ist.

## Friedhöfe
Die Toten wurden von den Römern grundsätzlich außerhalb des Legionslagers und der zivilen Siedlungen begraben. So spärlich wie im Fall des Lagers Castra Regina Baubefunde aus dem Lagerinneren sind, so groß ist mit geschätzt 6000 die Anzahl der aufgefundenen Gräber von Legionären und ihren Angehörigen. Das zugehörige Gräberfeld erstreckt sich beidseitig entlang der damaligen Fernverkehrsstraße Via Augustana nach Augsburg, der heutigen Kumpfmühler Straße und der Schottenstraße. Das Gräberfeld ist südwestlich gut 500 m von der Westmauer des Legionslagers entfernt und ähnlich weit südlich entfernt von den zivilen Siedlungen im Bereich Donauufer, Arnulfsplatz, Bismarckplatz.
Das Gräberfeld südlich der Zivilstadt am Ufer der Donau zog sich entlang der Kumpfmühler Straße bis nach Kumpfmühl und hatte im Bereich der heutigen Kumpfmühler Brücke über die Bahngleise seine größte Ausdehnung. Dort wurden im Zusammenhang mit den Baumaßnahmen der Bahngleise nach 1870 auch die meisten Grabstätten freigelegt. Es fanden sich viele Urnenbestattungen. Daneben fand man aber auch einige beschriftete Sarkophage und Grabbeigaben. Reste von reliefverzierten Blöcken zeigten, dass es zudem auch monumentale Grabanlagen gab. Die Grabungen wurden von Pfarrer Joseph Dahlem geleitet, der ohne Hilfe Pläne und Fundprotokolle erstellen musste. Die Fundstücke, die sich heute im Museum befinden, übergab er dem Historischen Verein.
Dahlem hat auf diese Weise 1000 Brand- und Körpergräber geborgen und dabei 5000 Gräber angeschnitten. Er hat aber nur solche Bestattungen geborgen, die außer Tongefäßen noch Beigaben enthielten. Deshalb hatten Versuche, eine Zahl von ursprünglich vorhandenen Grabstätten abzuschätzen und daraus eine plausible Bevölkerungszahl zu berechnen, keinen Erfolg. Es ergab sich eine viel zu niedrige Einwohnerzahl von 1000. Andere Abschätzungen ergaben eine plausiblere Einwohnerzahl von Legionslager und Zivilsiedlungen einschließlich Sklaven und Zugereister von 7000 bis 9000 Menschen.

## Heiligtümer
Innerhalb des Legionslagers und der westlich angrenzenden Zivilsiedlungen konnte bisher kein römischer Tempel nachgewiesen werden. 3 km südlich, außerhalb der Stadt auf der beherrschenden Höhe des umgebenden Hügellandes an der von Augsburg zur Donau nach Regensburg führenden damaligen Hauptverbindungsstraße, konnte aber ein Merkurtempel und ein geweihter Tempelbezirk nachgewiesen werden. Bei Ausgrabungen fand sich dort sogar noch eine 92 Zentimeter hohe Kultstatue des Gottes.
Durch Inschriften ist auch ein Heiligtum des Liber Pater (Bacchus) westlich der Zivilsiedlung belegt. Beide Heiligtümer standen an Straßen, die in die Stadt führten. Weitere, vor allem auf Weihesteine bzw. Altären genannte Gottheiten sind Jupiter, Juno, Larunda und Vulcanus.

## Großprüfening
Bei Großprüfening an der Donau, genau gegenüber der Naabmündung, existierte etwa zeitgleich mit dem Legionslager ein weiteres kleineres Lager mit einer umfangreichen Zivilsiedlung. Dieser Ort wurde im 3. Jahrhundert, wohl bei einem Einfall plündernder Alamannen, zerstört. Einzelne Münzfunde belegen zwar ein Weiterleben, jedoch sicherlich in kleinem Umfang.

## Christentum und Weiterleben
Es gibt nur wenige Zeugnisse für das Christentum in der antiken Stadt. Immerhin gibt es aber einen christlichen Grabstein, der in das 4. Jahrhundert datiert wird.
Über die Geschichte der Stadt in der folgenden Zeit ist wenig bekannt. Die Münzfunde brechen, wie fast überall in der Provinz Raetia um 408 weitgehend ab. Dies muss jedoch nicht heißen, dass der Ort von den Römern aufgegeben wurde, sondern es zeigt nur an, dass der Münzumlauf an der bedrohten Grenze zusammenbrach. Grabungen unter dem Niedermünster erbrachten das Ergebnis, dass der Ort weiter besiedelt wurde, allerdings mit einer nun immer stärker germanisch geprägten materiellen Kultur. Raetien gehörte zu dieser Zeit noch zum Römischen Reich. Die Germanen dürften daher Söldner (foederati) gewesen sein. Wann die Kontrolle der römischen Zentrale faktisch erlosch, ist unbekannt, doch wird dies im späteren 5. Jahrhundert gewesen sein. Für den Übergang vom 5. zum 6. Jahrhundert gibt es Belege für Bauarbeiten unbekannter Art. Um 600 wurde unter dem Niedermünster eine Holzpalisade errichtet. Um 700 lassen sich dann die ersten mittelalterlichen Bauten belegen. Auch wenn die Belege mager sind, so scheint Castra Regina doch durchgehend besiedelt gewesen zu sein.
Arbeo von Freising beschreibt die Stadt um 770 als stark befestigte Metropolis. Bei diesen Befestigungen dürfte es sich um die noch intakt gebliebenen römischen Mauern gehandelt haben.

## Befunde, Terra Sigillata
In Regensburg wurde unter anderem Terra Sigillata aus der Werkstatt eines Dagodu(b)nus gefunden. Dessen Produktionsstätte ist noch unbekannt und könnte entweder im gallischen Lezoux bei Clermont-Ferrand oder in Rheinzabern (Tabernae) gelegen haben. Beides waren Manufakturzentren der Sigillata-Herstellung. Ware von Dagodubnus fand sich auch im Kastell Pfünz, im Kastell Kösching und in Großbritannien.